# Ben Gardane
Ben Gardane (arabe : بنڨردان [ben guerdan]), aussi orthographiée Ben Guerdane, est une ville du Sud-Est de la Tunisie, située dans la plaine de la Djeffara.
Rattachée au gouvernorat de Médenine et chef-lieu de sa délégation, elle constitue une municipalité créée le 13 décembre 1906 ; elle compte 79 912 habitants en 2014 et s'étend sur 473 200 hectares (4 732 km2).

## Géographie

### Localisation
Située à 423 kilomètres (560 kilomètres par la route) de Tunis, elle est la ville la plus distante de la capitale. Il s'agit aussi de la dernière ville d'importance à proximité de la frontière avec la Libye voisine dont elle est distante de 32 kilomètres. Elle se trouve au sud de la lagune de la bahiret el Bibane.
Le territoire de la ville de Ben Gardane est délimité par la mer Méditerranée et Zarzis au nord, Médenine à l'ouest, la Libye et la mer Méditerranée à l'est et le gouvernorat de Tataouine au sud.
| Médenine                 | Mer Méditerranée Zarzis  | Mer Méditerranée       |
| Médenine                 | Ben Gardane              | Libye Mer Méditerranée |
| Gouvernorat de Tataouine | Gouvernorat de Tataouine | Libye                  |

## Histoire
La ville est le théâtre d'une attaque perpétrée par le groupe État islamique, le 7 mars 2016 et l'assaut est repoussé par les forces armées tunisiennes.

## Démographie
Selon le recensement de 2014, la ville compte 79 912 habitants dont 39 819 hommes et 40 093 femmes répartis au sein de 16 512 ménages et 21 053 logements.

## Économie
La ville, de par sa proximité avec la Libye, est devenue un grand marché de produits importés, que ce soit de Libye ou d'autres pays arabes et réputés moins chers qu'ailleurs en Tunisie.

## Port
À proximité de Ben Gardane se trouve le port de pêche d'El Ketf.

## Culture et patrimoine
Elle se distingue pour son importante population de dromadaires, évaluée à 15 000 têtes. Un festival annuel leur est consacré durant le mois de juin.

## Santé
La ville est desservie par trois établissements hospitaliers :
- Hôpital régional de Ben Gardane ;
- Clinique privée Ariaya ;
- Complexe médical Ibn Zohr.

## Sports
Ben Gardane est le siège de l'Union sportive de Ben Guerdane évoluant en Ligue I et de l'Association sportive olympique de Ben Gardane qui joue en championnat régional.
Pour ce qui concerne les infrastructures, la ville dispose d'un stade, le stade du 7-Mars d'une capacité de 10 000 places, en plus de l'ancien stade municipal.

## Médias
- Radio Jfara FM ;
- Radio Irada FM.